# Virtualizacijska terminologija
Z naraščanjem uporabe virtualizacjskih tehnologij se je pojavila potreba po ustreznih slovenskih izrazih – Angleško-slovenski glosar virtualizacijske terminologije se tako zdi naslednji logični korak in predstavlja vzpodbudo za prihodnje dopolnitve in izboljšave.
Zajema področja upravljanja z virtualkami, orkestracijo v oblaku in shranjevanje podatkov v oblaku.

### A
| ANGLEŠKO          | SLOVENSKO                            | RAZLAGA |
| Affinity          | Afiniteta, Priljubljeno              | Najbolj uporabljani strežniki/viri/CPE |
| Alert             | Alarm                                | Opozorila obvestijo administratorje in nadzorne sisteme o kritičnih spremembah konfiguracij in mejnih vrednosti v virtualnem okolju. Lahko so v obliki e-sporočila ali SNMP pasti. |
| Authenticate with | Preverba napram, preverba pristnosti | |
| Assignments       | Dodelitve                            | |

### B
| ANGLEŠKO | SLOVENSKO |  |
| Build    | Izgradnja |  |

### C
| ANGLEŠKO                      | SLOVENSKO                      | RAZLAGA                                                                                           |
| Capacity                      | Kapaciteta, zmogljivost        |                                                                                                   |
| Cloud intelligence            | Obvestila, Oblačno obveščanje  |                                                                                                   |
| Cluster                       | Gruča                          | Skupina gostiteljev, združenih za zagotavljanje visoke razpoložljivosti in izravnavo obremenitev. |
| Container                     | Kontejner                      |                                                                                                   |
| Controller                    | Krmilnik                       |                                                                                                   |
| CPU (Central Processing Unit) | CPE (Centralno procesna enota) |                                                                                                   |
| Customization                 | Prilagoditve                   |                                                                                                   |

### D
| ANGLEŠKO  | SLOVENSKO                        | RAZLAGA                                                      |
| Datastore | Hramba, Skladišče                |                                                              |
| Depot     | Depo                             |                                                              |
| Drift     | Zamik, Ujemanje, lezenje, premik | Zgodovina sprememb virtualk, instanc, gostiteljev ali gruče. |

### F
| ANGLEŠKO         | SLOVENSKO                     | RAZLAGA                      |
| Flavor           | Okus, Izvedba                 |                              |
| Forged transmits | Umetno ustvarjene transmisije | Varnostne nastavitve vSwitch |

### G
| ANGLEŠKO           | SLOVENSKO             |  |
| Garbage collection | Sproščanje pomnilnika |  |

### H
| ANGLEŠKO   | SLOVENSKO                                                        | RAZLAGA                                                                    |
| Host       | Gostitelj                                                        | Računalnik, na katerega je nameščena programska oprema za nadzor virtualk. |
| Hypervisor | Hipernadzornik, hipervizor, virtualizacijski nadzorniški program |                                                                            |

### I
| ANGLEŠKO                | SLOVENSKO                | RAZLAGA |
| Image                   | Slika (virtualke)        | |
| Inode                   | Inod, iVozlišče          | Identifikacijska oznaka datoteke v operacijskem sistemu UNIX. Vsakemu vozlišču pripada identifikacijska številka, skupaj z informacijami o lastniku, skupini, pravicah dostopa, tipu datoteke, velikosti, povezavah in informacijo o zadnjih spremembah. |
| Instance/Cloud Instance | Instance                 | |
| I/O                     | Vhodno-izhodne operacije | |

### L
| ANGLEŠKO                      | SLOVENSKO                          | RAZLAGA                                                          |
| Latency                       | Zakasnitve                         |                                                                  |
| Linked clone                  | Povezana kopija virtualke          | Kopija virtualke, ki deli virtualne diske z nadrejeno virtualko. |
| Log                           | Dnevnik, log, zgodovina, beleženje |                                                                  |
| LUN (en: Logical Unit Number) | Logična enota LUN                  |                                                                  |

### M
| ANGLEŠKO   | SLOVENSKO        | RAZLAGA |
| Managed VM | Vodena virtualka | Virtualka, ki je povezana z gostiteljem in vodena v VMDB. Tudi predloga, ki je povezana s ponudnikom in vodena v VMDB. Upoštevajte, da predloge ni mogoče povezati z gostiteljem. |

### O
| ANGLEŠKO | SLOVENSKO           |  |
| Orphaned | Osirotel, brez vira |  |

### P
| ANGLEŠKO  | SLOVENSKO         | RAZLAGA |
| Pod       | Ohišje            | Optimizirano ohišje, ki je lahko odstranljivo.                                                                 |
| Policy    | Politika          | Kombinacija dogodka, stanja in akcije pri upravljanju virtualk.                                                |
| Port      | Vrata, port       | |
| Provider  | Ponudnik          | Računalnik, na katerega je nameščena programska oprema za upravljanje virtualk, nameščenih na več gostiteljev. |
| Provision | Poganjanje, Zagon | |
| Pull      | Zahtevek potega   | |

### R
| ANGLEŠKO              | SLOVENSKO                   | RAZLAGA                                                                       |
| Resource              | Vir                         | Gostitelj, ponudnik, instanca, virtualka, repozitorij ali skladišče podatkov. |
| Resource pool         | Nabor virov                 | Skupina virtualk na katerih so razporejeni CPE in pomnilniki.                 |
| Resource type         | Tip vira                    |                                                                               |
| Replicator, replicate | Podvojevalnik, replikator   |                                                                               |
| Repository            | Repozitorij                 | Okolje za shranjevanje virtualk.                                              |
| Retirement            | Opustitev                   |                                                                               |
| Run levels enabled    | Omogočene stopnje poganjanj | S stopnjami poganjanj sledimo tistim sistemskim storitvam, ki so v teku.      |

### S
| ANGLEŠKO       | SLOVENSKO                         | RAZLAGA                                                                                          |
| Scale          | Umeriti, Skalirati                |                                                                                                  |
| SmartTags      | Pametne oznake                    | Deskriptorji, ki vam omogočajo, da ustvarite iskalni indeks za vire v oblakih in infrastrukturo. |
| Stack          | Infrastruktura, Sklad             |                                                                                                  |
| Snapshot       | Posnetek, Vmesno stanje virtualke | Slika celotnega sistema v določenem trenutku v času.                                             |
| Storage        | Hramba, Skladišče                 |                                                                                                  |
| Stream         | Tok zapisov                       |                                                                                                  |
| Subnet mask    | Maska podomrežja                  | Zaporedje števil, ki označujejo, kako se promet usmerja v podmreži.                              |
| Swapin/Swapout | Prenos na/iz>/center>             | Prenos vsebine iz glavnega pomnilnika v virtualnega in obratno.                                  |

### T
| ANGLEŠKO         | SLOVENSKO | RAZLAGA |
| Tags             | Oznake    | Izrazi in opisi, ki se uporabljajo za kategorizacijo virov.                                                       |
| Template         | Predloga  | Kopija prednastavljene virtualke, namenjena za zajem konfiguracij programske in strojne opreme matične virtualke. |
| Tenant           | Najemnik  | |
| Toggle (toggled) | Preklopi  | Preklopni mehanizem                                                                                               |

### U
| ANGLEŠKO                  | SLOVENSKO                   | RAZLAGA                        |
| Unit                      | Artikel, enota (kataloga)   |                                |
| UPN - User Principal Name | Up. ime v formatu e-naslova | Preverba pristnosti ob prijavi |

### V
| ANGLEŠKO                           | SLOVENSKO           | RAZLAGA |
| Vacuuming                          | Sproščanje prostora | |
| Virtual Machine, VM                | Virtualka, VM       | Virtualke uporabljajo fizično infrastrukturo gostitelja ali več le-teh, da se zagotovi prilagodljivost in dostopnost storitev. |
| VMDB (Virtual Management Database) | VMDB                | Podatkovna baza o virih, uporabnikih in drugih informacijah potrebnih za upravljanje virtualk.                                 |
| Vendor                             | Posrednik           | |

### W
| ANGLEŠKO | SLOVENSKO       |  |
| Widget   | Widget, Gradnik |  |
| Worker   | Delavec         |  |
| Workload | Obremenitev     |  |

### Z
| ANGLEŠKO | SLOVENSKO | RAZLAGA |
| Zone     | Cona      | Infrastrukturo lahko razdelimo na cone za lažje preklapljanje v primeru napak in enostavnejšo izolacijo omrežnega prometa. Lahko temeljijo na geografski lokaciji, lokaciji omrežja ali omogočenih funkcijah. Novi strežniki so nastavljeni na privzeto cono. |